# Notepad++
Notepad++ — свободный текстовый редактор с открытым исходным кодом для Windows с подсветкой синтаксиса, разметки, а также языков описания аппаратуры VHDL и Verilog.
Базируется на компоненте Scintilla, написан на C++ с использованием STL, а также Windows API, и распространяется под лицензией GNU General Public License. Базовая функциональность программы может быть расширена как за счёт плагинов, так и сторонних модулей, таких как компиляторы и препроцессоры. Поддерживает открытие более 100 форматов.

## История
В ноябре 2003 года инженер-программист Дон Хо (Don Ho) создал прототип Notepad++. Он являлся более быстро работающей альтернативой, написанной на Scintilla/C++, другому его редактору, написанному на Java, над которым Дон Хо работал в компании JEXT. Однако, более производительная версия в компании принята не была.
25 ноября 2003, после 2-3 месяцев разработки в свободное от работы время, код Notepad++ был выложен на SourceForge. Он был скачан (по состоянию на 23 июля 2015 года) более 29 миллионов раз.
В 2010 году из-за блокировки правительством США SourceForge.net для стран из «чёрного списка» (Северной Кореи, Кубы, Сирии и т. д.) переместился на собственный сайт http://notepad-plus-plus.org.

## Возможности
Базовые возможности
Возможности программы заявлены на официальном сайте
- Подсветка синтаксиса
- Сворачивание кода
- Автодополнение и автоматическое закрытие скобок и тэгов (если активировано)
- Закладки
- Регулярные выражения для поиска и замены
- Запись и воспроизведение макросов[13]
- Сравнение файлов
- Менеджер проектов
- Карта документа
- Переопределение любых горячих клавиш
- Резервное копирование сохраняемых файлов (включается в настройках)[14]
- Трансформация текста при помощи подключённого плагина TextFX
- Поддержка и конвертирование кодировок ANSI, UTF-8 и UCS-2
- Блоковое выделение текста, одновременное выделение нескольких разных мест (с Ctrl)
- Многострочное редактирование (с использованием Alt)

При установке дополнительных плагинов
- Шаблоны текста (сниппеты), вводимые с помощью сокращений (плагин SnippetPlus)
- FTP-менеджер (плагин NppFTP)
- Hex-редактор
- Автосохранение (при потере фокуса; через настраиваемый промежуток времени)
- Проверка орфографии (с использованием GNU Aspell)
- Симметричное и асимметричное шифрование текста[15] (при установке плагина NppDarkCrypt)
- Поддержка Zen Coding[16]
- Поддержка автоматизации с помощью скриптов: Python, JScript, Lua, и других
- Поддержка сохранения в OneDrive и Dropbox[17][18]

## Версии программы
Программа поставляется в двух версиях: UNICODE и ANSI, причём последний вариант доступен только при ручной распаковке архива. Плагины могут быть написаны под определённую версию программы, но чаще плагин работает в обеих версиях, хотя в последнее время акцент делается на UNICODE-версию, как наиболее перспективную.
Для linux программа работает через wine, доступна через набор программ в winetricks, альтернативно подобную функциональность могут дать kate или notepadqq.

## Подсветка синтаксиса
- ActionScript
- Ada
- ASN.1
- ASP
- Assembly
- AutoIt
- Скрипты AviSynth
- BaanC
- batch files
- Blitz Basic
- C
- C#
- C++
- Caml
- CMake
- Cobol
- CoffeeScript
- Csound
- CSS
- D
- Diff
- Erlang
- escript
- Forth
- Fortran
- FreeBASIC
- Gui4Cli
- Haskell
- HTML
- ini-файлы
- Intel HEX
- Скрипты Inno Setup
- Java
- JavaScript
- JSON
- JSP
- KiXtart
- LaTeX
- LISP
- Lua
- Makefile
- Matlab
- MMIX
- Nimrod
- nnCron
- Скрипты NSIS
- Objective-C
- OScript
- Pascal
- Perl
- PHP
- PostScript
- PowerShell (сломан)
- PureBasic
- Python
- R
- Rebol
- REG-файлы
- Resource file
- Ruby
- Rust
- Scheme
- Shell script
- Smalltalk
- SPICE
- SQL
- Swift
- S-Record
- Tcl
- Tektronix HEX
- TeX
- txt2tags
- Visual Basic
- Visual Prolog
- VHDL
- Verilog
- XML
- YAML

Кроме того, пользователи могут задавать собственные правила подсветки и сворачивания для других языков.